# Orde van de Kroon van Kelantan
De Meest Eerbiedwaardige Orde van de Kroon van Kelantan, Maleis: "Mahkota Kelantan Yang Amat Mulia" of "Bintang Al-Muhammadi", ook de naam "Darjah Kebesaran Mahkota Kelantan Yang Amat Mulia" komt voor, is een van de ridderorden van het Sultanaat Kelantan. De in 1916 ingestelde orde heeft drie graden; Ridder Grootcommandeur, Ridder Commandeur en Lid en is op de Britse Orde van Sint-Michaël en Sint-Joris geïnspireerd. De orde heeft een lint in dezelfde kleuren maar waar deze in het Verenigd Koninkrijk rood-blauw-rood zijn koos de Sultan van Kelantan blauw-rood-blauw. 

De leden mogen de letters SPMK, DPMK en PMK achter hun naam plaatsen.
Het kleinood van de orde is een zilveren ster met zeven punten. Op de kortere stralen is een witte halve wassende maan met een ster russen de punten aangebracht. Het medaillon is groen met een witte arabesk in een lichtblauwe ring. De orde wordt door een beugelkroon gedekt.

## Voetnoten
1. ↑  Bij Guy Stair Sainty, Blkz. 1350